# Aphycinus
Aphycinus is een geslacht van vliesvleugeligen uit de familie Encyrtidae. De wetenschappelijke naam van dit geslacht is voor het eerst geldig gepubliceerd in 1962 door Trjapitzin.

## Soorten
Het geslacht Aphycinus is monotypisch en omvat slechts de volgende soort:
- Aphycinus magdalinae Trjapitzin, 1962